# マハッラ (中央アジア)
マハッラ (ラテン文字:mahalla) はウズベキスタン、キルギス、タジキスタンなど中央アジアで見られるウズベク人の地域コミュニティである。歴史的に、マハッラは血縁関係やイスラム教コミュニティの絆に基づいた自治的な社会制度だった。ウズベキスタン地域がソビエト連邦による統治を受ける以前は、マハッラは公的な行政区画と近所付き合いなどの私的な結びつきを媒介する地方自治体としての役割を果たしていた。宗教儀式や結婚式などの人生の節目の慶事、公共施設などの資源管理、揉め事処理、その他様々な地域コミュニティ活動がマハッラによって行われており、マハッラでは年長者による非公式の会議 (oqsoqol, aksakal) が行われていた。
ウズベク・ソビエト社会主義共和国成立後は、非公式なマハッラという組織は国の管理下に置かれてソビエト政府の地方行政の延長として機能していた。マハッラはソビエト連邦政府の「目」や「耳」として国家による監視機能を果たし、マハッラの長はソビエト政府により任命されていた。しかし、マハッラの長が地域コミュニティと国家の緩衝役を果たしていたように、マハッラのレベルにおける国家と地域社会の関係は複雑なものであった。互いに相手と向き合った親密な関係がマハッラでは一般的であったため、マハッラの組織は実際には地域コミュニティを政府の統制や干渉から守る役割を果たしていた。
1993年以降、ウズベキスタン政府はマハッラ委員会を「ウズベキスタンの国家意識や道徳」を体現するものとして再構成し、ソビエト政府による社会統制組織をより効率的なものへと変化させた。従って、マハッラはそれまでの非公式な地域の絆を強めるコミュニティから委員会 (アクサカル - oqsoqolと呼ばれる長老が統率している) が運営する公式の行政機構へと変貌し、政府による統制を受けることとなった。人権団体はイスラム・カリモフが統率するウズベキスタン政府がマハッラを国民統制や批判封殺、強制移住、宗教的な少数者の迫害・警察への通報に利用し、人権侵害を行なっているとして非難している。
マハッラはウズベキスタンで一般的な単位であるだけでなく、タジキスタンのホジェンドやキルギスのオシといったウズベク人が多く居住する都市でも見られる。